# Okrog pri Motniku
Okrog pri Motniku je naselje v Občini Kamnik.
Okrog pri Motniku se v starih listinah prvič omenja leta 1306 